# Reakcja Suzukiego
Reakcja Suzukiego (sprzęganie Suzukiego, reakcja/sprzęganie Suzukiego-Miyaury) – reakcja tworzenia wiązania węgiel-węgiel zachodząca pomiędzy związkami boroorganicznymi zawierającymi ligand nienasycony (Ar−BY2, R2C=CH−BY2, RC≡C−BY2) a halogenkami arylowymi lub winylowymi. Katalizowana jest przez kompleksy palladu na stopniu utlenienia (0).
Nazwa pochodzi od nazwiska odkrywcy, chemika pochodzenia japońskiego, Akiry Suzukiego (ur. 1930), laureata Nagrody Nobla w dziedzinie chemii w 2010 r, oraz jego współpracownika Norio Miyaury.
Reakcja Suzukiego odgrywa znaczącą rolę w syntezie organicznej. Reakcja ta stosowana jest do rozbudowy szkieletu węglowego cząsteczek, szczególnie duże znaczenie odgrywa ona w otrzymywaniu polialkenów, pochodnych styrenu oraz podstawionych bifenyli. Na temat tej reakcji oraz jej zastosowań w syntezie organicznej opublikowano wiele prac przeglądowych.

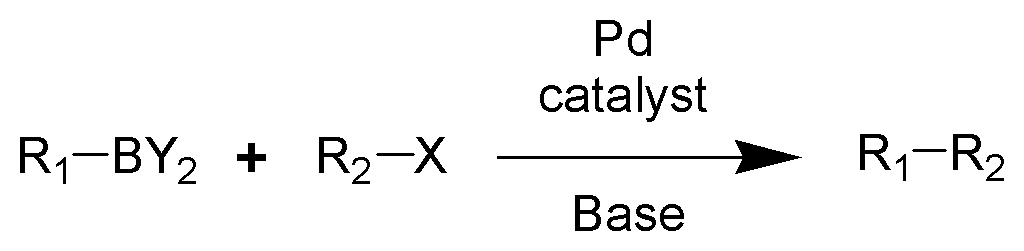
Ogólny schemat reakcji Suzukiego. Y = OH, OR, R; X = Cl, Br, I

Reakcja zachodzi także z pseudohalogenkami, takimi jak triflany. Względna aktywność różnych halogenków i pseudohalogenków organicznych uszeregowana jest następująco:
R2−I > R2−OTf > R2−Br >> R2−Cl

## Mechanizm reakcji
Mechanizm reakcji posiada wiele cech wspólnych dla reakcji katalizowanych przez kompleksy metali przejściowych. W pierwszym etapie zachodzi addycja oksydatywna kompleksu palladu do halogenku 2, w wyniku czego powstaje związek palladoorganiczny 3. Następcza reakcja z zasadą prowadzi do powstania związku przejściowego 4, który poprzez reakcję transmetalacji z kompleksem boronowym 6 daje kolejny związek palladoorganiczy 8. Końcowym etapem reakcji jest reduktywna eliminacja oczekiwanego produktu 9 prowadząca do regeneracji katalizatora.

### Addycja oksydatywna
Proces addycji zachodzi z retencją konfiguracji absolutnej w przypadku halogenków winylowych. Gdy substratem jest halogenek allilowy lub benzylowy to ma miejsce inwersja konfiguracji. W wyniku addycji dochodzi do uformowania się izomeru cis kompleksu palladu, który następnie spontanicznie przekształca się do izomeru trans.

### Reduktywna eliminacja
Poprzez wykorzystanie znakowania izotopowego z użyciem deuteru wykazano, że proces zachodzi z retencją konfiguracji absolutnej.

## Zastosowania
Wiele przykładowych syntez z wykorzystaniem reakcji Suzukiego zostało opisanych w pracy Kotha. Dzięki wykorzystaniu nowych ligandów fosforoorganicznych udało się ograniczyć ilość katalizatora używanego w reakcji do 0,001 procenta molowego.

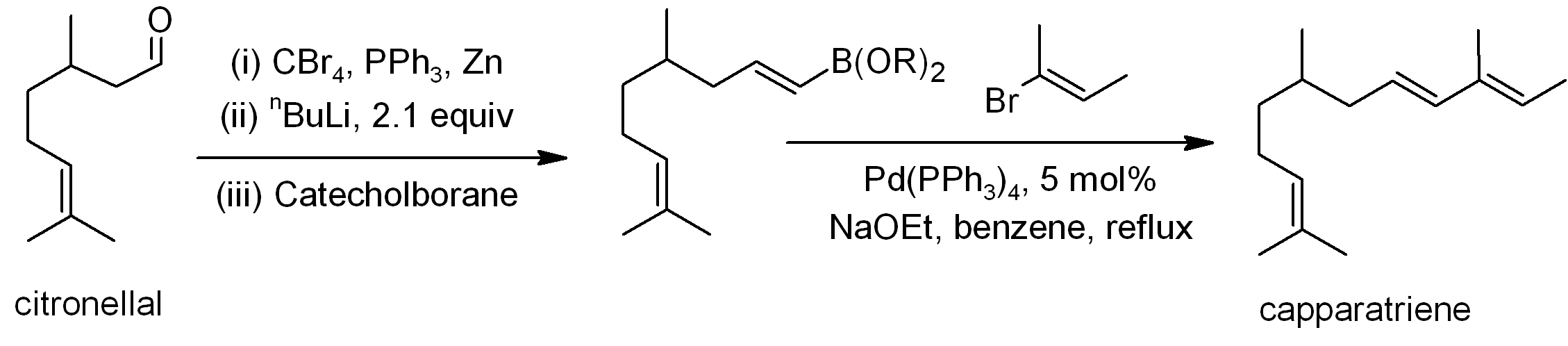
Przykład zastosowania reakcji Suzukiego